# Ấm Hạ
Ấm Hạ là một xã thuộc huyện Hạ Hòa, tỉnh Phú Thọ, Việt Nam.
Xã ấm Hạ có diện tích 12,63 km², dân số năm 1999 là 3319 người, mật độ dân số đạt 260 người/km².